# 차예단
차예단(중국어 간체자: 茶叶蛋, 정체자: 茶葉蛋→찻잎 달걀)은 중국의 달걀 요리이다. 달걀을 간장, 오향분, 찻잎 등과 함께 삶아 만든다.

## 만들기
달걀을 삶다가 흰자가 익으면 껍데기를 살짝 깨 찻잎과 간장, 오향분 등을 넣은 물에 삶는다. 껍데기 틈새로 찻물이 스며들어 간이 배고 달걀에 대리석 같은 무늬가 생긴다.